# Dorothy L. Sayers
(Dorothy L. Sayers, The Mind Of The Maker)
Dorothy Leigh Sayers (Oxford, 13 giugno 1893 – Witham, 17 dicembre 1957) è stata una scrittrice, poetessa e drammaturga britannica.

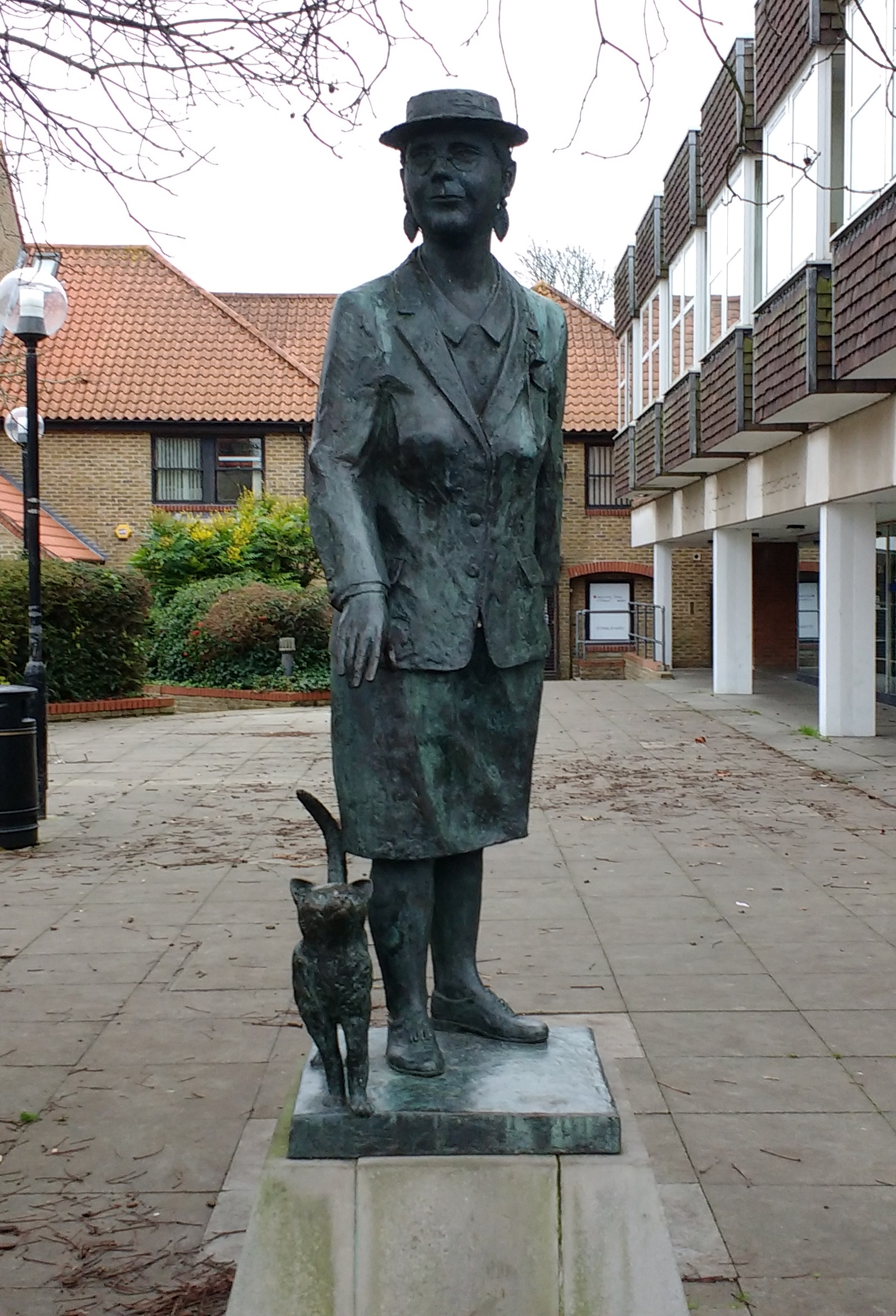

È celebre per i suoi gialli ambientati tra la Prima e la Seconda Guerra Mondiale che hanno per protagonista Lord Peter Wimsey, un aristocratico e dilettante investigatore, personaggio tuttora assai popolare.
È inoltre conosciuta per le sue opere teatrali ed i suoi saggi di critica letteraria, e soprattutto per la straordinaria opera di traduzione e commento della Divina Commedia di Dante.

## Biografia

### Infanzia e giovinezza
Sayers nasce ad Oxford il 13 giugno del 1893 da Helen Mary (da nubile Leigh), nipote del celebre scrittore umorista Percival Leigh, conosciuto come il "Professore". Fiera del lavoro del bisnonno, Dorothy ha mantenuto, per tutta la sua vita, l'iniziale del cognome della madre, rimproverando chiunque la omettesse. Il padre, Henry Sayers, reverendo di Littlehampton nonché preside della Choir School, ebbe un ruolo estremamente rilevante nella sua educazione: già all'età di sei anni le insegna a suonare il violino e le impartisce lezioni di latino. Dorothy si dimostra da subito portata per le lingue straniere, apprendendo dalle governanti il francese ed il tedesco. Dalla biblioteca di casa può accedere a numerosissimi libri, di tipologie varie, dai classici ai libri per bambini. I suoi preferiti sono I tre moschettieri e La primula rossa.
Trascorre la sua infanzia nel piccolo villaggio di Bluntisham-cum-Earith, nell'Huntingdonshire, dove nel 1897 si trasferisce con la famiglia, dopo che al padre viene assegnato l'incarico di pastore. Questo villaggio sarà fonte di ispirazione per lo scenario del suo primo romanzo Il Segreto delle Campane (1934).
Dal momento che i genitori desideravano che la vita della figlia non venisse condizionata dai ruoli di genere del tempo, nel 1909 la iscrivono alla Godolphin School, una scuola privata a Salisbury. Nel 1912 vince una prestigiosa borsa di studio presso il Somerville College, ad Oxford, dove studia lingue moderne e partecipa alla fondazione del club letterario Mutual Admiration Society. Nel 1915 si laurea con lode: fu una delle prime donne ad ottenere un titolo di laurea, ma sarà solo nel 1920 che le verranno ufficialmente conferite la laurea in lingue moderne e la laurea specialistica in letteratura medioevale. La sua esperienza della vita accademica di Oxford ha ispirato il suo penultimo romanzo con Peter Wimsey, Gaudy Night.
Dopo aver insegnato presso la Hull Collegiate School ed aver scritto poesie pubblicate da Oxford Magazine, nel 1917 il padre le trova un impiego come apprendista presso la casa editrice Basil Blackwell, dove pubblica l'anno dopo Catholic Tales and Christian Songs.
Nel maggio del 1919, Sayers si reca in Normandia come assistente del preside della École Des Roches, a Verneuil sur Avre, spinta dall'attrazione per Eric Whelpton, conosciuto ad Oxford e che, al tempo, insegnava a Verneuil. L'amore non corrisposto per Whelpton e la consapevolezza che l'insegnamento non fosse la sua vocazione, la spingono a tornare in Gran Bretagna, dove decide di dedicarsi interamente alla scrittura. Come la tipica "new woman del ventesimo secolo", determinata a vivere una vita non dettata dai ruoli di genere della società vittoriana, decide di rendersi indipendente e nel 1922 viene assunta come redattrice pubblicitaria presso l'agenzia pubblicitaria S.H. Benson, dove trova stabilità professionale ed economica.

### Età adulta
A Londra, nei primi anni venti del Novecento, intreccia un'infelice e per lei devastante relazione amorosa con il poeta imagista russo John Cournos, frequentatore dei più noti circoli letterari di artisti, quali Ezra Pound e contemporanei. Cournos sosteneva di non volere né sposarsi né avere figli perciò Sayers subì un duro colpo quando scoprì che, una volta andato in America, egli aveva sposato una donna, per di più con figli a carico. Delusa e afflitta dal comportamento del poeta, Sayers avvia una relazione con il vicino di casa, William White, rimanendo incinta. In una lettera scriverà a Cournos che "la cosa peggiore di avere un figlio dall'uomo che si odia è di essere condannati a non averlo dall'uomo che si ama."
Il 3 gennaio 1924 Sayers dette segretamente alla luce il figlio, John Anthony, che White, già sposato, non volle riconoscere. Fu proprio la signora White ad aiutare Sayers a celare l'identità di John Anthony, per preservare il suo matrimonio con William. Il bambino venne dato in affidamento alla zia e al cugino, Amy e Ivy Amy Shrimpton, facendolo passare per il nipote di amici. Un anno dopo, Sayers conobbe il Capitano Oswald Atherton (per gli amici "Mac") Fleming, veterano di guerra che, al momento del loro incontro, scriveva articoli sul crimine e sull'automobilismo. Nel 1926 venne celebrato il loro matrimonio, ma neppure Fleming si rivelò un buon partner. Essendo divorziato e con due figli, egli accettò di adottare il figlio di Sayers, ma le impedì di farlo vivere con loro. Di conseguenza, Sayers si fece carico di tutte le spese di mantenimento del figlio.
Sayers e Fleming vissero stabilmente nell'appartamento in Great James Street, nel quartiere Bloomsbury di Londra. Lavoravano entrambi, Fleming come autore e giornalista, Sayers come redattrice pubblicitaria ed autrice. Con il tempo, la salute di Fleming peggiorò, a causa del servizio militare durante la Prima Guerra Mondiale, e, di conseguenza, non fu più in grado di lavorare.
Fleming morì il 9 giugno 1950, e Sayers lo seguì sette anni dopo, il 18 dicembre del 1957, all'età di 64 anni, vittima di una trombosi coronarica. Lascerà incompiuta la sua traduzione dell'ultimo canto della Divina Commedia.
Fleming fu sepolto a Ipsich mentre Sayers venne cremata e le sue ceneri sepolte sotto la Saint Anne's Church, a Soho, Londra, dove fu per molti anni amministratrice della parrocchia. Soltanto dopo la sua morte, il 10 marzo 1958, la signora White rivelò in una lettera alla figlia di avere un fratellastro, ossia John Anthony, nato dalla relazione tra il padre e Dorothy Sayers, unico depositario delle volontà della madre.

## Carriera

### Poesia, insegnamento e pubblicità
Ad Oxford Sayers scrive continuamente poesie e la prima raccolta viene pubblicata nel 1916 con il titolo OP.I dalla Blackwell Publisher. La sua seconda raccolta, Catholic Tales and Christian Songs, viene pubblicata nel 1918 dalla stessa casa editrice. Entrambe esprimono il profondo senso di fede della scrittrice che pervaderà tutte le sue opere, inclusi i suoi romanzo gialli Dopo l'impiego presso Blackwell, insegna in varie località, inclusa la Normandia, dove si reca nel 1919 per raggiungere un amico di Oxford, Eric Whelpton, per il quale provava un amore non corrisposto.
Come molti altri nel dopoguerra, Sayers si ritrova spesso disoccupata. Il suo impiego più durevole fu dal 1922 al 1931 presso l'agenzia pubblicitaria di S.H. Benson come redattrice pubblicitaria. Ebbe un discreto successo come pubblicitaria e lei stessa si riteneva fortunata per aver trovato un lavoro adatto a lei La sua collaborazione con l'artista John Gilroy produsse le pubblicità "The Mustard Club" per la mostarda di Colman e la serie "Zoo" per la Guinness. Un famoso esempio è il Tucano, con il becco che si inarca su due bicchieri di Guinness, accompagnato dal seguente motivetto, scritto da Sayers:
'Guinness is good for you'
How grand to be a Toucan
"La Guinnes ti fa bene"
Quanto può essere grandioso essere un Tucano
Pensa solo a che cosa può fare un Tucano.»
A Sayers si deve anche lo slogan "Costa fare pubblicità!" ed è proprio in un'azienda pubblicitaria che ambienterà Lord Peter e l'altro, incentrato sul ruolo della verità nella pubblicità. Nel romanzo, gli agenti pubblicitari dell'agenzia del signor Pym, che chiede l'aiuto di Wimsey per risolvere un mistero, descrivono il loro capo come un uomo di indubbia moralità, fatta eccezione per il suo lavoro, consistente nel raccontare menzogne in cambio di denaro. Il ruolo della verità nella pubblicità viene paragonato a quello del lievito nella preparazione del pane: esso rappresenta solo uno dei componenti, ma è necessario per produrre il composto. Nello stesso modo, la verità serve per far lievitare un impasto di false rappresentazioni rendendolo commestibile per il pubblico.

### Romanzo poliziesco
Annoverata con Agatha Christie tra le "Regine del Crimine", la fama di Sayers è dovuta soprattutto al suo iconico protagonista Lord Peter Wimsey. Già durante il suo viaggio in Francia Dorothy si era interessata al genere mistery ed aveva persino cominciato a scrivere un manoscritto, successivamente abbandonato. È dal personaggio secondario di questo romanzo mai nato che creerà Wimsey. Le linee della trama di Peter Wimsey e il cadavere sconosciuto? possono essere rintracciate nella lettera che scrive alla madre il 22 Gennaio 1921:
Fu così che Lord Peter Wimsey piombò nel mondo del romanzo poliziesco con il suo tipico "Oh, maledizione!", continuando a coinvolgere i lettori in undici romanzi e due serie di racconti brevi.
Negli anni Trenta Sayers scrive altre opere che hanno per protagonista Lord Wimsey, tra cui Veleno Mortale (1930), Cinque Piste False (1931), Alta Marea per Lord Peter (1932), Peter e l'altro (1933), Il Segreto delle campane (1934), Gaudy Night (1935), e Un'indagine romantica. Lord Peter in viaggio di nozze (prima spettacolo teatrale 1936, poi romanzo nel 1937).
Pubblica anche alcuni racconti brevi, tra i quali Lord Peter e il cadavere (1928), e tre volumi Great Short Stories of Detection, Mystery, and Horror (1928, 1931, 1934), considerati un must della letteratura critica del genere.
In Veleno Mortale, Sayers introduce il personaggio di Harriet Vane, che comparirà in quattro romanzi. Molti dei temi e delle ambientazioni dei romanzi che hanno questa protagonista, sembrano riflettere le preoccupazioni e le esperienze della stessa scrittrice. Vane, esattamente come l'autrice, ha studiato ad Oxford (insolito per una donna del tempo), ed è una scrittrice di gialli. Vane, inizialmente, incontra Wimsey quando viene processata con l'accusa di aver avvelenato il suo amante (Veleno Mortale); Wimsey insiste nel partecipare ai preparativi della difesa per il suo nuovo processo e si innamora di lei, ma viene respinto. In Alta marea per Lord Peter la vediamo collaborare con Wimsey per risolvere un caso di omicidio, tuttavia rifiuta la sua proposta di matrimonio. Soltanto alla fine accetta (Gaudy Night) e lo sposa (Un'Indagine romantica. Lord Peter in viaggio di nozze).
Sayers non scrive solo dei gialli, e ciò la contraddistingue da altri scrittori dello stesso genere. Esplora, ad esempio, le difficoltà dei veterani della Prima Guerra Mondiale in The Unpleasantness at the Bellona Club, discute l'etica della pubblicità in Lord Peter e l'altro. Un altro tema che le è caro è la questione della parità di genere: difende l'educazione femminile (allora un soggetto controverso) ed il ruolo della donna nella società in Gaudy Night. In questo romanzo, descritto da Reddy come esempio di letteratura femminista, la signorina Barton scrive un libro in cui attacca la dottrina nazista di Kinder, Kirche, Küche, che relegava le donne alle attività domestiche.
Sayers sosteneva che fosse estremamente difficile riuscire a combinare l'elemento romantico di una storia d'amore, che per risultare credibile doveva seguire gli "standard del tempo", e l'elemento intellettuale dell'investigazione. A suo parere vi erano pochi romanzi in cui la storia d'amore aveva un ruolo centrale all'interno della trama. Infatti, contrariamente all'impenetrabilità di un personaggio come Sherlock Holmes, Sayers ritiene che "la rigida tecnica dell'arte", che separa romanticismo e mistery, potesse espandersi grazie alla rappresentazione di una persona in grado di condividere le nostre debolezze, anziché quella di un detective infallibile. Mossa dunque dall'obiettivo di armonizzare l'aspetto romantico e quello del mistero e spinta anche dai suoi ideali femministi, in Gaudy Night, Sayers descrive Harriet Vane come un'affermata autrice di romanzi gialli, nonché laureata a Oxford, stabilendo un rapporto di parità intellettuale con Wimsey. E ancora, in Veleno Mortale, dove avviene il primo incontro tra i due, è l'interesse di Wimsey per Vane che lo induce ad assolverla dall'accusa di aver avvelenato il suo amante. Motivo romantico e poliziesco si intrecciano fino quasi alla predominanza del primo sull'altro in Un'Indagine romantica. Lord Peter in viaggio di nozze, dove, secondo Sayers, l'elemento mistery può quasi sembrare "un'intrusione nella storia d'amore" tra Wimsey e Vane.
Oltre a scrivere romanzi Sayers pubblica sul Sunday Times anche recensioni di racconti di vari autori, da Agatha Christie a Margery Allingham, rivelando il suo pensiero sul genere del mistery. Nel 1925, in una lettera ad un amico, afferma che scrivere un giallo è come realizzare un mosaico, significa mettere insieme ogni singolo frammento per poi ricavarne l'immagine finale completa.
Nel 1936 scrive Tales of Detection in cui delinea una precisa tassonomia del genere poliziesco, definendo il romanzo poliziesco moderno come "detective story" in quanto la trama solitamente si sviluppa attorno ad un crimine che viene risolto seguendo il procedimento logico ad opera di un detective. I romanzi che invece si focalizzano sullo studio della mente del criminale dovrebbero essere definiti "racconti del crimine", mentre i crimini che vengono spiegati dall'autore, o risolti accidentalmente, sono definiti "thriller" o "gialli". Ed ancora, in una delle sue recensioni sul Sunday Times, spiega che la differenza tra la detective story e il thriller stia nella enfasi che la prima dà all'aspetto intellettuale e che la seconda attribuisce all'aspetto emozionale: nel thriller si urla "che succederà dopo?", mentre nella detective story ci si chiede "che cosa è successo prima?".
Nelle sue serie poliziesche si manifestano anche gli interessi cristiani ed accademici della scrittrice. In Il Segreto delle Campane (1934), uno dei suoi romanzi polizieschi più famosi, la vicenda si svolge all'interno di una chiesa medioevale dove, come suggerisce il titolo tradotto in italiano, le campane svolgeranno un ruolo fondamentale nella risoluzione del caso. Janice Brown nel suo The Seven Deadly Sins in the Work of Dorothy L. Sayers, esplora come ogni opera di Sayers rifletta il mondo ed il pensiero intrinsecamente cristiano dell'autrice, direttamente o indirettamente. In Alta marea per Lord Peter, Wimsey risolve il cifrario Playfair e spiega i principi della crittoanalisi.
Nel saggio Aristotle on Detective Fiction Sayers prende in prestito i principi estetici del filosofo per applicarli alla stesura di un romanzo poliziesco. La trama deve seguire, a differenza del romanzo moderno, una struttura narrativa coerente: "inizio, parte centrale e fine".
Nonostante la passione per il genere poliziesco, a metà degli anni '30 Sayers smise di scrivere gialli e si dedicò al teatro e soprattutto alla traduzione ed allo studio di una delle opere che più l'avevano colpita sin dalla giovinezza: la Divina Commedia.

### Traduzioni
Le competenze di Sayers nella letteratura medievale si esplicano nella sua traduzione della Divina Commedia, considerata dall'autrice una "missione sacra". In gioventù l'opera l'aveva talmente colpita che "saltava pasti, trascurava il riposo, il lavoro, la corrispondenza, facendo impazzire gli amici". Dedicò l'ultimo decennio della sua vita alla realizzazione di un'opera di traduzione e commento, ma non riuscì a portarla a termine. Morì lasciando la traduzione degli ultimi tredici canti del Paradiso incompiuta. L'Inferno è apparso nel 1949, a seguire il Purgatorio nel 1955. Il terzo volume (Paradiso), rimasto incompiuto dopo la sua morte, è stato completato da Barbara Reynolds nel 1962.
Dal saggio Dante’s Cosmos si capisce l'amore di Sayers per la Divina Commedia. A suo avviso, gli scritti di Dante erano più prossimi alla contemporaneità di quanto non fosse stato prodotto negli ultimi sei secoli. Secondo la scrittrice, il periodo in cui visse Dante e l'epoca in cui lei viveva erano entrambi caratterizzati dalla corruzione, dalla propaganda e dall'egoismo, a causa della mancanza di un pensiero teologico ben definito, e dimostravano lo scarso progresso intercorso tra l'epoca medievale e quella contemporanea. Amante de La Chanson de Roland, ritenuta un mito puramente cristiano, in contrasto con poemi epici quali Beowulf, di contenuto pagano, Sayers trova nel Medioevo il materiale per sua apologia cristiana: leggere Dante le permette di capire quale sia la cura ai mali della contemporaneità, e come Dio possa essere parte di tale cura.
Umberto Eco, in Mouse or Rat?, suggerisce che, di tutte le traduzioni che sono state fatte in lingua inglese, quella di Sayers "è la migliore nel mantenere almeno gli endecasillabi e la rima".

### Altre opere di rilievo
Terminata la produzione di romanzi mistery, Sayers si dedica al teatro e scrive The Zeal of Thy House e The Devil to Pay, commissionatele dalla Cattedrale di Canterbury e destinate essenzialmente ad un pubblico di fedeli. Queste opere contribuiranno ad incrementare il suo successo e la sua fama, non solo come scrittrice letteraria, ma anche come scrittrice "religiosa". Produce altre due opere prettamente cristiane: un ciclo di opere teatrali sulla vita di Cristo che vengono trasmesse via radio, The Man Born to Be King (1941), e quella che viene considerata come l'opera cristiana più celebre, The Mind of The Maker (1941). Quest'ultima esplora l'analogia tra il creatore umano (specialmente uno scrittore di romanzi e opere teatrali) e la dottrina della Trinità nella creazione. Suggerisce che ogni creazione umana di rilevanza abbia a che fare con l'Idea, la Parola (o Energia) che è "incarnazione" dell'idea, ed il potere che tale creazione ha sul pubblico. Durante la scrittura di The Mind of The Maker, Sayers scrisse, su richiesta del Reverendo Eric Fenn, assistente presso la BBC, Creed or Chaos? (1940); il primo, The Chirst of the Creeds, esplora il credo cristiano universale, il secondo, The Sacrament of Matter, difende il mondo materiale e sostiene che "ogni abuso di una cosa, del corpo e della mente è un sacrilegio ed una crocifissione del corpo di Cristo".
Sayers contribuì a creare la Gilda degli Scrittori Cristiani e partecipò ad eventi ed iniziative promossi dalla Chiesa, ma avvertì la necessità di staccarsi dalle istituzioni anglicane, anche per riscattarsi dall'immagine che si era affermata di lei come "autorità teologica". Si concentrò quindi sulla traduzione della Divina Commedia, lavoro in cui incanalò i suoi interessi letterari e teologici.

### Critica letteraria
I temi letterari ed accademici nei romanzi di Sayers hanno interessato molti lettori, ma sono stati anche oggetto di critica. Il poeta W. H. Auden e il filosofo Ludwig Wittgenstein hanno commentato negativamente i suoi romanzi. Un feroce attacco di Sayers e delle sue abilità nello scrivere è provenuto dalla critica americana, specialmente dall'uomo di lettere, Edmund Wilson. In un noto articolo del 1945 pubblicato nel The New Yorker e intitolato Who Cares Who Killed Roger Ackroyd?, egli si riferisce al famoso romanzo, Il Segreto delle Campane, definendolo "uno dei libri più tediosi mai incontrato nel settore", ed aggiungendo che il successo di Sayers è dovuto alla sua capacità di utilizzare gli strumenti letterari per attrarre l'attenzione del pubblico verso un genere "sub-letterario".
Q. D. Leavis, in una recensione di Gaudy Night and Un'indagine romantica pubblicata nella rivista critica Scrutiny, afferma che il romanzo di Sayers è "popolare e romantico nell'aspirare al realismo", e che la popolarità della scrittrice tra i lettori istruiti è dovuta al fatto che essi "accettano che la realtà sia come Sayers la narra". Conclude dichiarando che "solo i romanzieri di successo potrebbero avere illusioni di questo tipo sulla natura umana".
Il critico Sean Latham difese Sayers dalle critiche di Edmund Wilson e di Leavis, definita una "dilettante" della cultura popolare, mettendo in luce la loro arroganza e pretesa superiorità. Latham sostiene che, ai loro occhi, "il primo reato di Sayers sta nel suo tentativo di trasformare il romanzo poliziesco in qualcosa di più di un effimero pezzo di cultura popolare".
Lord Peter Wimsey, l'eroe detective di Sayers, è stato criticato per essere troppo perfetto; col tempo, i vari talenti che egli manifesta diventano troppo numerosi da digerire, secondo alcuni lettori. Edmund Wilson ha espresso la sua avversione nei confronti del nome stesso dell'investigatore, sostenendo di aver saltato numerose parti in cui compariva, nonostante fosse il protagonista del romanzo.

### Presunto antisemitismo
La questione del presunto antisemitismo di Sayers è dibattuta fra i biografi dell'autrice. Secondo Alzina Stone Dale, James Brabazon, nel suo Dorothy L. Sayers: A Biography, sembra accettare l'antisemitismo di Sayers che traspare dalle sue lettere. Tuttavia Brabazon non menziona il rapporto speciale tra Sayers ed il suo editore, Victor Gollancz, ebreo (anche se poi convertito al Cristianesimo) e Cournos stesso, di origini ebraiche. McGregor e Lewis, in Conundrums for the Long Week-End, sostengono che Sayers non fosse coscientemente antisemita, ma che ricorresse a stereotipi di classe ed etnici tipicamente britannici e popolari. Sayers fu sorpresa quando un traduttore francese volle "attenuare i suoi attacchi agli ebrei", rispondendo che erano proprio questi ultimi i personaggi che aveva "messo in miglior luce".

## Curiosità
- La Sayers Classical Academy a Louisville, nel Kentucky è stata così chiamata in suo onore.[57]
- Dorothy L. Sayers è la co-protagonista dell'apocrifo sherlockiano The Poisoned Penman (Sherlock Holmes e i segreti di Londra, Giallo Mondadori Sherlock n. 25, settembre 2016) scritto da Dan Andriacco e Kieran McMullen.[58]

## Opere
Dorothy Sayers non si limita a scrivere soltanto romanzi polizieschi ma si cimenta nella produzione di diverse tipologie di opere:

### Poesie
- Op. I, 1916
- Catholic Tales and Christian Songs, 1918
- Oxford Poetry, 1917, 1918
- Oxford Poetry, 1918, 1919
- Oxford Poetry, 1919, 1920
- Lord, I Thank Thee, 1943
- The Story of Adam and Christ, 1955

### Romanzi

#### Serie Lord Peter Wimsey
- Whose Body?, 1923
  - Peter Wimsey e il cadavere sconosciuto, collana I Classici del Giallo n. 500, 1986
  - Peter Wimsey e il cadavere sconosciuto, I Classici del Giallo n. 1033, 2004
  - Il cadavere senza nome, I bassotti n. 224 Polillo Editore 2023
- Clouds of Witness, 1926
  - Gli occhi verdi del gatto, Il Giallo Mondadori n. 2748, 2001
  - Il gatto dagli occhi verdi, Il Giallo Mondadori n. 46, 1948
- Unnatural Death, 1927
  - Per morte innaturale (o Sincope), Il Giallo Mondadori n. 48, 1949
  - Per morte innaturale, I Classici del Giallo n. 568, 1988
- The Unpleasantness at the Bellona Club, 1928
  - Bellona Club, Il Giallo Mondadori n. 35, 1947
  - Bellona Club, I Classici del Giallo n. 597, 1989
  - Lord Wimsey e il mistero del Bellona Club, Donzelli, 2006
- Strong Poison, 1930
  - Veleno mortale, I Classici del Giallo n. 839, 1999
- The Five Red Herrings, 1931
  - Cinque piste false, I Classici del Giallo n. 716, 1994
- Have His Carcase, 1932
  - Alta marea per Lord Peter, I Classici del Giallo n. 623, 1990
- Murder Must Advertise, 1933
  - Lord Peter e l'altro, I Bassotti n. 95, Polillo Editore, 2011
  - Lord Peter e l'altro, I Classici del Giallo n. 238, 1976
- The Nine Tailors, 1934
  - Il segreto delle campane, I Classici del Giallo n. 694, 1993
  - Il segreto delle campane, I Bassotti n. 16, Polillo Editore, 2004
- Gaudy Night, 1936
  - Il college, Il Giallo Mondadori BIG n. 7, settembre 2024
- Busman's Honeymoon, 1937
  - Un'indagine romantica. Lord Peter in viaggio di nozze, La Tartaruga, 1991
- Thrones, Dominations, romanzo incompiuto, completato da Jill Paton Walsh nel 1998
  - Il matrimonio perfetto, Il Giallo Mondadori n. 2639, 1999

#### Altri romanzi
- The Documents in the Case, 1930, scritto con Robert Eustace[30],
  - Il dossier Harrison, Giallo Mondadori n. 2728, 2001

Dorothy Sayers ha anche contribuito alla stesura dei seguenti libri scritti a più mani dai membri del Detection Club:
- The Scoop and Behind the Screen, 1931
  - Le sei mani, Giallo Mondadori n.15, 1997
- The Floating Admiral, 1932
  - L'ammiraglio alla deriva, nella collana I Classici del Giallo Mondadori n. 1166, 2007
- Ask a Policeman,1933,
  - Chi è il colpevole?, Polillo, 2009
- Six Against the Yard, 1936
  - Sei delitti immaginari, I Gialli Mondadori n.33 1947
- Double Death: a Murder Story, 1939
  - Veleno: romanzo mosaico, Mondadori 1986

### Raccolta di racconti brevi
- Lord Peter Views the Body, 1928
  - Lord Peter e il cadavere, La Tartaruga, 1991
- Hangman's Holiday, 1933
- In the Teeth of the Evidence1939,
  - Sacrificio di sangue, La Tartaruga, 1993
- A Treasury of Sayers Stories, 1958
- Talboys, 1972
- Striding Folly,1973
- The Scoop and Behind the Screen, 1983
- Crime on the Coast and No Flowers by Request, 1984

### Opere curate da Sayers
- Great Short Stories of Detection, Mystery, and Horror, 1928
- Great Short Stories of Detection, Mystery, and Horror—Second Series, 1931
- Great Short Stories of Detection, Mystery, and Horror—Third Series, 1934
- Tales of Detection, 1936, come parte della serie Everyman's Library,

### Traduzioni
- Tristan in Brittany, Being Fragments of the Romance of Tristan, Written in the Twelfth Century by Thomas the Anglo-Norman, 1929
- The Heart of Stone, Being the Four Canzoni of the "Pietra" Group by Dante, 1946
- The "Comedy" of Dante Alighieri the Florentine. Cantica I: Hell, 1949
- The "Comedy" of Dante Alighieri the Florentine. Cantica II: Purgatory,1955, con la collaborazione di Barbara Reynolds
- The Song of Roland, 1957
- The "Comedy" of Dante Alighieri the Florentine. Cantica III: Paradise, 1962, con la collaborazione di Barbara Reynolds

### Copioni e opere teatrali
- The Silent Passenger, 1935, sceneggiatura con Basil Mason; adattato da un racconto breve mai pubblicato, dal medesimo titolo
- Busman's Honeymoon: A Detective Comedy in Three Acts, 16 dicembre 1936
- The Zeal of Thy House, Canterbury Festival, 29 marzo 1938
- He That Should Come: A Nativity Play in One Act, 25 dicembre 1938
- The Devil to Pay: Being the Famous History of John Faustus, the Conjurer of Wittenberg in Germany: How He Sold His Immortal Soul to the Enemy of Mankind, and Was Served Twenty- four Years by Mephistopheles, and Obtained Helen of Troy to His Paramour, With Many Other Marvels; and How God Dealt With Him at the Last, Canterbury Festival, 10 giugno 1939
- Love All, 10 aprile 1940
- The Golden Cockerel, 27 dicembre 1941; adattato da un racconto con il medesimo titolo di Aleksandr Puškin
- The Man Born to Be King: A Play-Cycle on the Life of Our Lord and Saviour Jesus Christ, Dicembre 1941, scritto per essere trasmesso in prima serata, su richiesta della BBC, e che ha suscitato diverse polemiche[59]
- The Just Vengeance, 15 giugno 1946
- Where Do We Go From Here?, 1948
- The Emperor Constantine: A Chronicle, 3 luglio 1951

### Miscellanea
- Papers Relating to the Family of Wimsey, 1936
- An Account of Lord Mortimer Wimsey, the Hermit of the Wash, 1937
- The Wimsey Papers, 24 November 1939 – 26 January 1940, pubblicato su The Spectator
- The Wimsey Family: A Fragmentary History Compiled from Correspondence With Dorothy L. Sayers, 1977

### Saggistica
- The Greatest Drama Ever Staged, 1938
- Strong Meat, 1939
- Begin Here: A War-Time Essay, 1940
- Creed or Chaos? and Other Essays in Popular Theology, 1940
- The Mind of the Maker, 1941
- The Mysterious English, 1941
- Why Work?, 1942
- The Other Six Deadly Sins, 1943
- Even the Parrot: Exemplary Conversations for Enlightened Children, 1944
- Making Sense of the Universe, 1946
- Unpopular Opinions, 1946
- The Lost Tools of Learning, 1948
- The Days of Christ's Coming, 1953
- Introductory Papers on Dante, 1954
- The Story of Easter, 1955
- The Story of Noah's Ark, 1956
- Further Papers on Dante, 1957
- The Great Mystery of Life Hereafter, 1957
- The Poetry of Search and the Poetry of Statement, and Other Posthumous Essays on Literature, Religion, and Language, 1963
- Christian Letters to a Post-Christian World: A Selection of Essays,1969
- Are Women Human?,1971
- A Matter of Eternity: Selections From the Writings of Dorothy L. Sayers, 1973
- Wilkie Collins: A Critical and Biographical Study, 1977
- Spiritual Writings,1993

### Lettere
- The Letters of Dorothy L. Sayers: 1899–1936: The Making of a Detective Novelist, 1995
- The Letters of Dorothy L. Sayers: 1937–1943, From Novelist to Playwright, 1998
- The Letters of Dorothy L. Sayers: 1944–1950, A Noble Daring, 1999
- The Letters of Dorothy L. Sayers: 1951–1957, In the Midst of Life, 2000
- The Letters of Dorothy L. Sayers: Child and Woman of Her Time, 2002